# Liste der Baudenkmäler in Feldkirchen (Landkreis München)

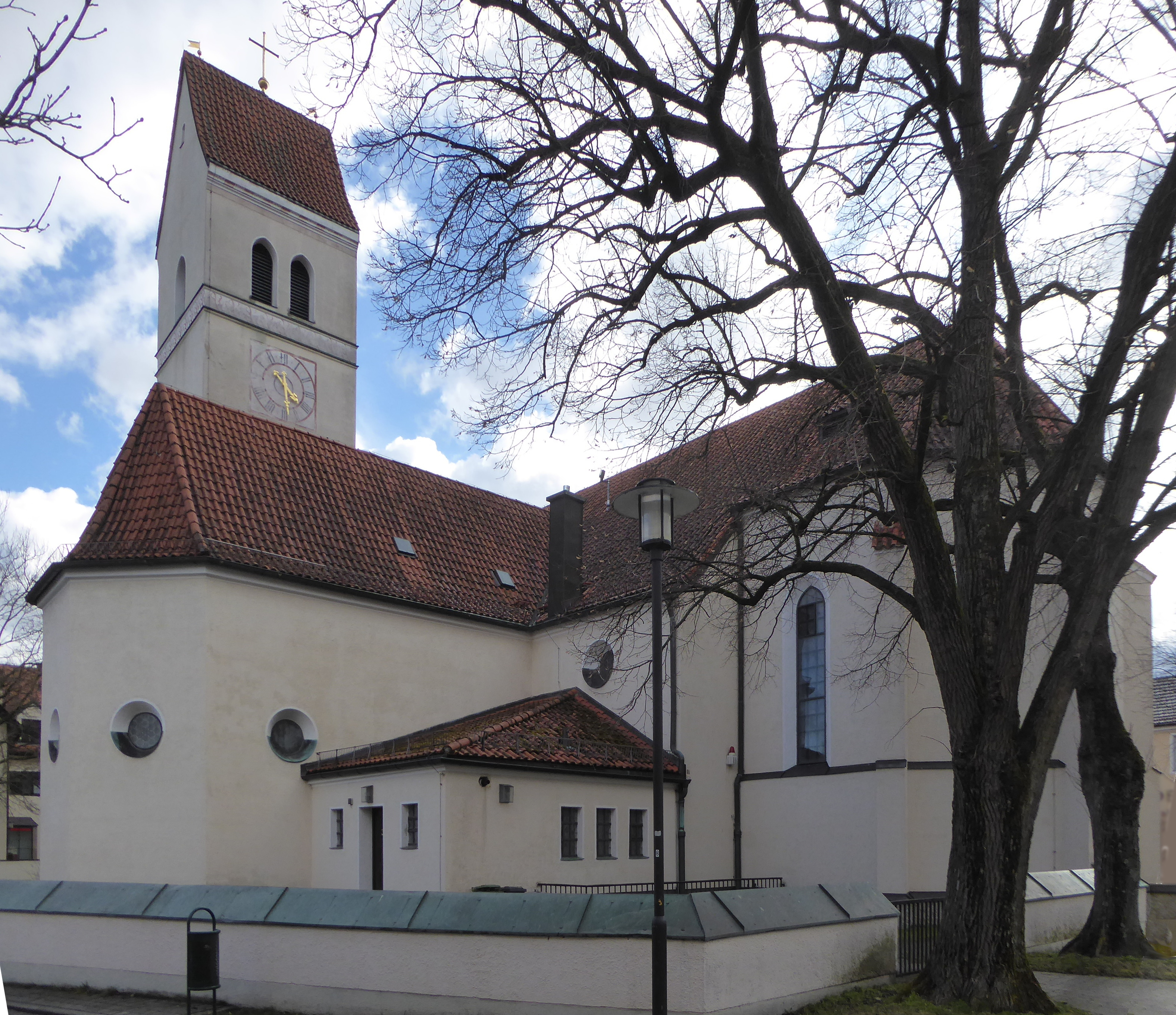
St. Jakob in Feldkirchen

Auf dieser Seite sind die Baudenkmäler in der oberbayerischen Gemeinde Feldkirchen zusammengestellt. Diese Tabelle ist eine Teilliste der Liste der Baudenkmäler in Bayern. Grundlage ist die Bayerische Denkmalliste, die auf Basis des Bayerischen Denkmalschutzgesetzes vom 1. Oktober 1973 erstmals erstellt wurde und seither durch das Bayerische Landesamt für Denkmalpflege geführt wird. Die folgenden Angaben ersetzen nicht die rechtsverbindliche Auskunft der Denkmalschutzbehörde.

## Baudenkmäler
| Lage                              | Objekt                                                                   | Beschreibung | Akten-Nr.             | Bild                       |
| --------------------------------- | ------------------------------------------------------------------------ | --- | --------------------- | -------------------------- |
| Bahnhofstraße 2 (Standort)        | Evangelisch-lutherische Kirche                                           | Neuromanischer Bau mit eingezogener Apsis und massivem Dachreiter, zweigeschossig mit Betsaal im Obergeschoss, 1837; mit Ausstattung. | D-1-84-118-1 Wikidata | weitere Bilder             |
| Bahnhofstraße 3, 3 a (Standort)   | Wohnhaus                                                                 | Villenartiger Satteldachbau mit Giebelrisalit und Neurenaissance-Putzgliederungen, um 1900; zugehörige Werkhalle, zweigeschossiger Bau mit polygonalem Eckerker und Satteldach, um 1900.                                                     | D-1-84-118-2 Wikidata | weitere Bilder             |
| Bahnhofstraße 4 (Standort)        | Evangelisches Pfarrhaus                                                  | Zweigeschossiger Putzbau mit steilem Walmdach, nach Plänen von R. Kosenbach, 1911. | D-1-84-118-5 Wikidata | weitere Bilder             |
| Bahnhofstraße 13 (Standort)       | Villa Lehrer                                                             | Zweigeschossiger Putzbau mit Krüppelwalmdach und Mittelrisalit mit reich verziertem Balkon, in historisierenden Bauformen, um 1895/96. | D-1-84-118-7          | weitere Bilder             |
| Hohenlindner Straße 8 (Standort)  | Evangelisches Kinderheim des Vereins für Innere Mission in München e. V. | Zwei jetzt durch Verbindungstrakt miteinander verbundene zweigeschossige Bauten mit neubarockem Dekor und Hauskapelle mit Dachreiter, ehemaliger nördlicher Mädchentrakt, 1890/91, und ehemaliger südlicher Jungentrakt, 1905/06.            | D-1-84-118-9          | weitere Bilder             |
| Hohenlindner Straße 11 (Standort) | Ehemalige Fabrikantenvilla                                               | Zweigeschossiger Mansarddachbau in Ecklage mit rustiziertem Sockelgeschoss und neubarockem Ziergiebel, erbaut 1903. | D-1-84-118-8          | Ehemalige Fabrikantenvilla |
| Kapellenstraße (Standort)         | Katholische Kapelle St. Emmeram                                          | kleiner, neugotischer Backsteinbau mit Apsis, an Stelle eines mittelalterlichen Vorgängers, 1842/43; mit Ausstattung. | D-1-84-118-3          | weitere Bilder             |
| Kirchenstraße (Standort)          | Kriegerdenkmal                                                           | Marmorstele auf Postament zur Erinnerung an den Krieg von 1870/71, letztes Viertel 19. Jahrhundert | D-1-84-118-10         | Kriegerdenkmal             |
| Kirchenstraße 5 (Standort)        | Katholische Pfarrkirche St. Jakobus der Ältere                           | basilikales Langhaus in reduziert-neubarocken Formen, von den Architekten Wilhelm Flaschenträger und Georg Berlinger, 1927, unter Einbeziehung eines stark eingezogenen, spätgotischen und 1720 umgebauten Chors und Turms; mit Ausstattung. | D-1-84-118-4          | weitere Bilder             |
| Theresienstraße 3 (Standort)      | Ehemaliges Wohnhaus Vetter                                               | Erdgeschossiger, repräsentativer, Höfe und Gartenräume umfassender, breit gelagerter Bau mit weitem Dachüberstand, Umgängen und flachem Walmdach, von Sep Ruf, 1946/47; Gartenanlage, nach Entwurf von Alfred Reich, 1947.                   | D-1-84-118-12         | BW                         |

## Ehemalige Baudenkmäler
In diesem Abschnitt sind Objekte aufgeführt, die früher einmal in der Denkmalliste eingetragen waren, jetzt aber nicht mehr. Objekte, die in anderem Zusammenhang also z. B. als Teil eines Baudenkmals weiter eingetragen sind, sollen hier nicht aufgeführt werden. Aktennummern in diesem Abschnitt sind ehemalige, jetzt nicht mehr gültige Aktennummern.

| Lage                       | Objekt                        | Beschreibung | Akten-Nr.             | Bild           |
| -------------------------- | ----------------------------- | --- | --------------------- | -------------- |
| Bahnhofstraße 5 (Standort) | Ehemalige evangelische Schule | Erstes Schulhaus einer evangelischen Landgemeinde im Münchener Raum, später Kindergarten, zweigeschossiger Bau mit flachem Walmdach und Putzgliederung, 1885. | D-1-84-118-6 Wikidata | weitere Bilder |